# Fußball-Europameisterschaft 1996/Statistik
Dieser Artikel gibt einen Überblick über die Rekorde und Statistiken zur Fußball-Europameisterschaft 1996.

## Abschlusstabelle EM 1996
| Rang | Mannschaft  | Spiele | Siege | Unentschieden | Niederlagen | Tore | Tordifferenz | Punkte |
| ---- | ----------- | ------ | ----- | ------------- | ----------- | ---- | ------------ | ------ |
| 1    | Deutschland | 6      | 4     | 2             | 0           | 10:3 | +7           | 14     |
| 2    | Tschechien  | 6      | 2     | 2             | 2           | 7:8  | −1           | 8      |
| 3    | England     | 5      | 2     | 3             | 0           | 8:3  | +5           | 9      |
| 4    | Frankreich  | 5      | 2     | 3             | 0           | 5:2  | +3           | 9      |
| 5    | Portugal    | 4      | 2     | 1             | 1           | 5:2  | +3           | 7      |
| 6    | Spanien     | 4      | 1     | 3             | 0           | 4:3  | +1           | 6      |
| 7    | Kroatien    | 4      | 2     | 0             | 2           | 5:5  | ±0           | 6      |
| 8    | Niederlande | 4      | 1     | 2             | 1           | 3:4  | −1           | 5      |
| 9    | Dänemark    | 3      | 1     | 1             | 1           | 4:4  | ±0           | 4      |
| 10   | Italien     | 3      | 1     | 1             | 1           | 3:3  | ±0           | 4      |
| 11   | Bulgarien   | 3      | 1     | 1             | 1           | 3:4  | −1           | 4      |
| 12   | Schottland  | 3      | 1     | 1             | 1           | 1:2  | −1           | 4      |
| 13   | Schweiz     | 3      | 0     | 1             | 2           | 1:4  | −3           | 1      |
| 14   | Russland    | 3      | 0     | 1             | 2           | 4:8  | −4           | 1      |
| 15   | Rumänien    | 3      | 0     | 0             | 3           | 1:4  | −3           | 0      |
| 16   | Türkei      | 3      | 0     | 0             | 3           | 0:5  | −5           | 0      |

Anmerkung: Entscheidend für die Reihenfolge ist die erreichte Runde (Sieger, Finalist, Halbfinale, Viertelfinale, Gruppenphase). Ab dieser Endrunde gilt die Drei-Punkte-Regel. Im Elfmeterschießen entschiedene Spiele werden als Remis gewertet.

## Spieler
- Ältester Spieler: Jim Leighton (Schottland) mit 37 Jahren und 330 Tagen  (kein Einsatz)
- Ältester eingesetzter Spieler: Alain Geiger (Schweiz) mit 35 Jahren und 216 Tagen (1 Einsatz, 112. und letztes Länderspiel)
- Jüngster Spieler: Raphael Wicky (Schweiz) mit 19 Jahren und 53 Tagen (1 Einsatz)

## Torschützen
- Erster Torschütze: Alan Shearer (England) im Eröffnungsspiel gegen die Schweiz
- Jüngster Torschütze: Patrick Kluivert (Niederlande) mit 19 Jahren und 353 Tagen
- Ältester Torschütze: Ally McCoist (Schottland) mit 33 Jahren und 268 Tagen
- Schnellster Torschützen: Alan Shearer (England) nach 2:14 Minuten am 26. Juni 1996 im Halbfinalspiel Deutschland – England (Endstand 1:1 n. V., 6:5 i. E.) – fünftschnellstes Tor der EM-Geschichte. (Stand: vor der EM 2021)
- Jan Suchopárek (Tschechien) erzielte mit dem Tor zur 1:0-Führung (Endstand 3:3) im Gruppenspiel gegen Russland das 250. EM-Tor

## Torschützenliste
| Rang | Spieler             | Tore |
| ---- | ------------------- | ---- |
| 1    | Alan Shearer        | 5    |
| 2    | Christo Stoitschkow | 3    |
|      | Brian Laudrup       | 3    |
|      | Jürgen Klinsmann    | 3    |
|      | Davor Šuker         | 3    |
| 6    | Oliver Bierhoff     | 2    |
|      | Matthias Sammer     | 2    |
|      | Teddy Sheringham    | 2    |
|      | Pierluigi Casiraghi | 2    |
| 10   | Allan Nielsen       | 1    |
|      | Stefan Kuntz        | 1    |
|      | Andreas Möller      | 1    |
|      | Christian Ziege     | 1    |
|      | Paul Gascoigne      | 1    |
|      | Laurent Blanc       | 1    |
|      | Youri Djorkaeff     | 1    |
|      | Christophe Dugarry  | 1    |
|      | Patrice Loko        | 1    |
|      | Enrico Chiesa       | 1    |
|      | Zvonimir Boban      | 1    |
|      | Goran Vlaović       | 1    |
|      | Dennis Bergkamp     | 1    |
|      | Patrick Kluivert    | 1    |
|      | Jordi Cruyff        | 1    |

| Rang | Spieler                 | Tore |
| ---- | ----------------------- | ---- |
| 10   | Fernando Couto          | 1    |
|      | Domingos                | 1    |
|      | Luís Figo               | 1    |
|      | João Pinto              | 1    |
|      | Sá Pinto                | 1    |
|      | Florin Răducioiu        | 1    |
|      | Wladimir Bestschastnych | 1    |
|      | Alexander Mostowoi      | 1    |
|      | Omari Tetradse          | 1    |
|      | Ilja Zymbalar           | 1    |
|      | Ally McCoist            | 1    |
|      | Kubilay Türkyılmaz      | 1    |
|      | Alfonso                 | 1    |
|      | Guillermo Amor          | 1    |
|      | José Luis Caminero      | 1    |
|      | Javier Manjarín         | 1    |
|      | Radek Bejbl             | 1    |
|      | Patrik Berger           | 1    |
|      | Pavel Kuka              | 1    |
|      | Pavel Nedvěd            | 1    |
|      | Karel Poborský          | 1    |
|      | Vladimír Šmicer         | 1    |
|      | Jan Suchopárek          | 1    |
|      | Ljuboslaw Penew         | ET   |

Torschützenkönig des gesamten Wettbewerbs wurde der Kroate Davor Šuker mit 15 Toren.

## Trainer
- Jüngster Trainer: Oleg Romanzew (Russland) mit 42 Jahren und 159 Tagen
- Ältester Trainer: Miroslav Blažević (Kroatien) mit 61 Jahren und 134 Tagen
- Berti Vogts (Deutschland) stand als erster Trainer bei 11 EM-Spielen an der Seitenlinie

## Qualifikation
Alle 48 damaligen Mitgliedsverbände wollten an der EM teilnehmen. Da England als Gastgeber automatisch qualifiziert waren, standen für die übrigen 47 UEFA-Mitglieder noch 15 Plätze zur Verfügung, um die in einer Fünfer- und sieben Sechser-Gruppen gespielt wurde. Die Gruppensieger und sechs besten Gruppenzweiten waren qualifiziert, die beiden schlechtesten Gruppenzweiten spielten um den letzten Platz. Von den vorherigen Europameistern konnten sich Deutschland, Russland, Spanien und Tschechien als Gruppensieger; Titelverteidiger Dänemark, Frankreich und Italien als Gruppenzweite sowie die Niederlande über die Playoffs qualifizieren. Von den Teilnehmern der letzten EM scheiterte Schweden als Gruppendritter. Keine Mannschaft konnte alle Spiele gewinnen, Russland und Spanien blieben aber ohne Niederlage und konnten acht von zehn Spielen gewinnen. Estland und San Marino verloren alle 10 Spiele. Russland schoss die meisten Tore (34). Bester Torschütze der Qualifikation war Davor Šuker (Kroatien) mit 15 Toren. Erstmals konnten sich Bulgarien, Kroatien, die Schweiz und die Türkei qualifizieren.

## Fortlaufende Rangliste
| Rang | Mannschaft                      | Teilnahmen | Spiele | Siege | Unentschieden | Niederlagen | Tore  | Tordifferenz | Punkte |
| ---- | ------------------------------- | ---------- | ------ | ----- | ------------- | ----------- | ----- | ------------ | ------ |
| 01   | Deutschland (=)                 | 7          | 26     | 15    | 7             | 4           | 42:24 | +18          | 52     |
| 02   | Niederlande (=)                 | 5          | 18     | 9     | 5             | 4           | 25:19 | +6           | 32     |
| 03   | Frankreich ↑2                   | 4          | 15     | 7     | 5             | 3           | 25:16 | +9           | 26     |
| 04   | Sowjetunion/ GUS/ Russland ↓1   | 7          | 19     | 7     | 5             | 7           | 22:24 | −2           | 26     |
| 05   | Italien ↓1                      | 4          | 14     | 5     | 7             | 2           | 12:8  | +4           | 22     |
| 06   | Spanien (=)                     | 5          | 17     | 5     | 7             | 5           | 17:19 | −2           | 22     |
| 07   | Tschechoslowakei/ Tschechien ↑1 | 4          | 14     | 5     | 5             | 4           | 19:18 | +1           | 20     |
| 08   | Dänemark ↓1                     | 5          | 17     | 5     | 4             | 8           | 22:25 | −3           | 19     |
| 09   | England ↑1                      | 5          | 16     | 4     | 6             | 6           | 16:16 | ±0           | 18     |
| 10   | Portugal ↑3                     | 2          | 8      | 3     | 3             | 2           | 9:6   | +3           | 12     |
| 11   | Belgien ↓2                      | 3          | 9      | 3     | 2             | 4           | 11:15 | −4           | 11     |
| 12   | Schweden ↓1                     | 1          | 4      | 2     | 1             | 1           | 6:5   | +1           | 7      |
| 13   | Schottland ↑2                   | 2          | 6      | 2     | 1             | 3           | 4:5   | −1           | 7      |
| 14   | Jugoslawien ↓2                  | 4          | 10     | 2     | 1             | 7           | 14:26 | −12          | 7      |
| 15   | Kroatien (N)                    | 1          | 4      | 2     | 0             | 2           | 5:5   | ±0           | 6      |
| 16   | Irland ↓2                       | 1          | 3      | 1     | 1             | 1           | 2:2   | ±0           | 4      |
| 17   | Bulgarien (N)                   | 1          | 3      | 1     | 1             | 1           | 3:4   | −1           | 4      |
| 18   | Ungarn ↓2                       | 2          | 4      | 1     | 0             | 3           | 5:6   | −1           | 3      |
| 19   | Schweiz (N)                     | 1          | 3      | 0     | 1             | 2           | 1:4   | −3           | 1      |
| 20   | Griechenland ↓2                 | 1          | 3      | 0     | 1             | 2           | 1:4   | −4           | 1      |
| 21   | Rumänien ↓4                     | 2          | 6      | 0     | 1             | 5           | 3:8   | −5           | 1      |
| 22   | Türkei (N)                      | 1          | 3      | 0     | 0             | 3           | 0:5   | −5           | 0      |

Anmerkungen: Kursiv gesetzte Mannschaften waren 1996 nicht dabei, fett gesetzte Mannschaft gewann das Turnier. Das 1968 durch Losentscheid entschiedene Halbfinale zwischen Italien und der UdSSR wird in dieser Tabelle als Remis gewertet – ebenso alle in Elfmeterschießen entschiedene Spiele. Ab diesem Turnier gilt die Drei-Punkte-Regel.

## Besonderheiten
- Erstmals wurde die Endrunde mit 16 Mannschaften ausgetragen, so dass es nun ein Viertelfinale gab und die beiden Finalisten sechs Spiele bestritten.
- Erstes Golden Goal: Oliver Bierhoff (Deutschland) im Finale zum 2:1 n.GG.
- Seit dieser Endrunde ist der Vizeweltmeister – wenn er eine europäische Mannschaft war – immer in der Vorrunde ausgeschieden.
- Erste Gelb-Rote Karte: Luigi Apolloni (Italien) am 14. Juni 1996 in der 29. Minute des Gruppenspiels Tschechien – Italien.
- Die meisten Tore in Elfmeterschießen: die Elfmeterschützen waren in 4 Elfmeterschießen 37-mal erfolgreich.
- Die meisten Elfmeterschießen bei einer EM: 4 Elfmeterschießen, womit neben Europameister Deutschland drei Mannschaften ohne Niederlage blieben.
- England und Frankreich mussten je zweimal ins Elfmeterschießen, wobei je eins gewonnen und verloren wurde.
- Deutschland spielte zum vierten Mal gegen den Gastgeber: wie 1972, 1976 und 1992 im Halbfinale und konnte immer gewinnen.
- Deutschland erreichte zum fünften Mal das Finale und gewann es zum dritten Mal.
- Als zweite Mannschaft nach der UdSSR, die aber 1968 ein Spiele weniger bestritt, konnte die Türkei kein Tor erzielen.